# Helmut Hable
Helmut Hable (* 1940 in Innsbruck) ist ein österreichischer Maler, Kunstförderer und Kurator.

## Leben
Hable studierte von 1962 bis 1968 Wirtschaftswissenschaften an der Universität Innsbruck und war danach als Manager und Landesleiter einer Versicherungsgesellschaft in Innsbruck tätig.
Seit 1962 bildete er sich autodidaktisch in Seminaren, Kursen, Malwochen und Sommerakademien weiter, unter anderem mit Hermann Nitsch, mit dem ihn eine freundschaftliche Beziehung verbindet.
Seit seiner Pensionierung widmet er sich ausschließlich seiner künstlerischen Tätigkeit.
Hable war zudem von 1990 bis 2011 als Obmann und Gründungsmitglied des Völser Kulturkreises tätig, dessen Ziel die Förderung von Kultur und Bildung in der Gemeinde ist. Er ist Mitglied der IG Bildende Kunst (Wien) und der Künstlergemeinschaft Westliches Weinviertel und der Kulturvernetzung NÖ.
Hable lebt und arbeitet in Völs und in Straden. In Straden baute Hable ein ehemaliges Kellerstöckl samt Weingarten zu einem Atelier mit Kunstgalerie aus, das neben Raum für sein eigenes künstlerisches Schaffen auch Ausstellungen ermöglicht, die er gemeinsam mit anderen Künstlern organisiert und kuratiert.

## Werk
Hable entwickelte ab 2000 seinen bis dahin gegenständlichen Stil hin zu einem kubistischen, bauhausorientierten Stil und landete schließlich bei informeller, gestischer und köperbetonter Malerlei. Ins Zentrum seiner Werke rückten eigene Empfindungen und Eindrücke. Gestalterische Mittel wie Komposition, Farbklang, Linie und Kontrast finden sich weiterhin in seiner Kunst und der Zufall ist ein willkommener Faktor bei der Komposition der Bilder.
Die Begegnung mit Hermann Nitsch 2005 führte zu einer bemerkenswerten Veränderung des künstlerischen Stils: Hable begann seine charakteristische Handschrift in seinen Werken zu zeigen. Nitsch über Hable: „Der Bogen von Hables Werk spannt sich von der chaotischen, im Ursprung sich ereignenden sinnlichen Evolution bis zu äußerster Sublimierung. Hable hat sich zur wesentlichen Kunst durchgerungen.“
Hable ist nicht nur als Maler, sondern auch als Zeichner tätig, wobei er herkömmliche grafische Techniken wie Monotypie, Decalcomanie, verschiedene Drucktechniken individuell nach eigenen Vorstellungen verändert. Seine Holzplastiken sind streng vereinfachte Naturformen, die meist unbearbeitet mit der Kettensäge hergestellt werden. Daneben entstand in den letzten Jahren eine Reihe von Installationen und Aufbauplastiken mit verschiedenen Abfallmaterialien.
Hable bearbeitet bevorzugt Themen wie Umwelt, Menschenrechte und zeitlose Fragen wie Chaos, Leere und Licht. In seiner Werkreihe Heim.at widmet sich Hable den vielfältigen Erscheinungen der Berge als Wesen und ihrer Veränderungen durch den Menschen. In seinem Zyklus WEG thematisiert er das Schicksal der Vertriebenen und den Leidensweg der Flüchtenden.
Sein jüngstes langfristiges Projekt „Kunst im Weinkeller“ und die großzügig gestaltete Erweiterung der Ausstellungs-, Arbeits- und Lagerräume bilden einen Höhepunkt seines Lebenswerks.

## Auszeichnungen
- 2005: 1. Preis im Internationalen Malwettbewerb Ex-Tempore, Preis des Landes Steiermark, Schloss Halbenrain. Initiator war die Internationale Sommerakademie Hortus Niger in Halbenrain.[10]
- 2019: Innovationspreis des Steirischen Vulkanlandes Kategorie Lebenskraft: Sonderpreis Lebenskultur.[11]

## Kunst im öffentlichen Raum
- Sitzungssaal Theologische Faktultät, Innsbruck
- Großer Infosaal im Finanzamt Innsbruck
- Kunstgang Höhere Lehranstalt Fulpmes
- Eingangsfoyer Otto-Kapferer-GmbH, Fulpmes

## Ausstellungen
- 2022: „Gedankengänge“ Kunsthandel – Galerie Stock, Wien
- 2021: „GESTERN HEUTE MORGEN“, Einzelausstellung in der Galerie Stock, Wien
- 2018: „KIWK“ Gruppenausstellung im KIWK – Kunst im Weinkeller, Straden
- 2016: Jahresausstellung 2016, Kleine Galerie Wien (Gruppenausstellung)
- 2015: Kunststücke, Künstlerhaus Wien (Gruppenausstellung)[12]
- 2015: Hofburg Innsbruck, „werden“
- 2014: Jahresausstellung 2014, Kleine Galerie Wien (Gruppenausstellung)
- 2013: Nitsch Schüler. Wege der Aktionsmalerei, AIC Gallery (Gruppenausstellung)
- 2013: Vorbild Frohner, Kleine Galerie Wien (Gruppenausstellung)
- 2013: Kontraste, Kleine Galerie Wien
- 2012: Jahresausstellung 2012, Kleine Galerie Wien (Gruppenausstellung)
- 2012: Veranstaltungszentrum Blaike, Kulturkreis Völs, „BEWEGENDES“
- 2011: Kontrolle <> Chaos, gemeinsam mit Erika Seywald, Kleine Galerie Wien
- 2010: Prandtauers Erben. Zeitgenössische Kunst aus Tirol und Niederösterreich, Stadtmuseum St. Pölten (Gruppenausstellung)
- 2010: eMontion, Stadtarchiv-Stadtmuseum Innsbruck
- 2009 Gruppenausstellung, Botschaften aus dem Weinviertel, Minoriten Kloster Tulln
- 2009 Nitsch, Vorbilder-Zeitgenossen-Lehre, Gemeinschaftsausstellung im Künstlerhaus Wien
- 2009 „heim.at“, Ausstellung im Alpeadriazentrum, Brüssel
- 2008 Gruppenausstellung Belvedere-Schlössl, Stockerau, 25 Jahre Künstlergemeinschaft Westliches Weinviertel
- 2007 Weihnachtsausstellung, Sichtwechsel, Galerie Marschalek, Wien
- 2007 „Berge bewegen“ Einzelausstellung in der Galerie der Arbeiterkammer Imst
- 2006 „ohne Titel“ Gruppenausstellung Gallerlie Fonticus, Groznjan, Istrien, Kroatien
- 2006 „abstrakt“, DOK, Das Niederösterreichische Dokumentationszentrum für Moderne Kunst
- 2006 „Geschichtete Montypien“ Einzelausstellung in der Galerie Ranalter, Innsbruck
- 2004 „Berge bewegen“ Einzelausstellung in der Galerie der Raiffeisenbank, Telfs
- 2000 „Tagebuchblättern“ Einzelausstellung in der Ärztekammer Salzburg